# Aleksandăr Djulgerov
Aleksandăr Antoniev Djulgerov (in bulgaro Александър Антониев Дюлгеров?; Blagoevgrad, 14 aprile 1990) è un calciatore bulgaro, difensore del Pirin Blagoevgrad.

## Caratteristiche tecniche
È un terzino destro.

## Carriera
Cresciuto nelle giovanili del Pirin Blagoevgrad, ha esordito in prima squadra il 7 marzo 2010 in occasione del match campionato vinto 4-1 contro il Liteks Loveč.

## Palmarès

### Club

#### Competizioni nazionali
- Coppa di Bulgaria: 1

CSKA Sofia: 2010-2011